# Hyojung
Choi Hyo-jung (koreanisch 최효정, geboren am 28. Juli 1994 in Yangyang, Provinz Gangwon-do), besser bekannt unter ihrem Künstlernamen Hyojung (koreanisch 효정), ist eine südkoreanische Sängerin, Entertainerin, Model und MC. Sie ist Mitglied und Teamleiterin der südkoreanischen Girlgroup Oh My Girl.

## Biografie
Hyojung wurde in Südkorea geboren, lebte aber bis zu ihrem sechsten Lebensjahr in Thailand. Ihr Vorname Hyo-jung bedeutet „wahr sein“. Sie hat eine um 1 Jahr ältere Schwester, Choi Hee-jung.
Hyojung besuchte die Gocheon Elementary School, die Gocheon Middle School und die Woosung High School in Gocheon-dong. Hyojung erhielt ihre Ausbildung als Trainee bei Soul Shop Entertainment in Seoul. Hyojung gewann 2014 bei WM Entertainment das Vorsprechen. Vor ihrem Debüt brauchte sie dort nur 6 Monate Ausbildungszeit. Am 22. Februar 2019 absolvierte Hyojung das Dong-Ah Institute of Media and Arts (Abteilung für K-Pop Performance) in Anseong.

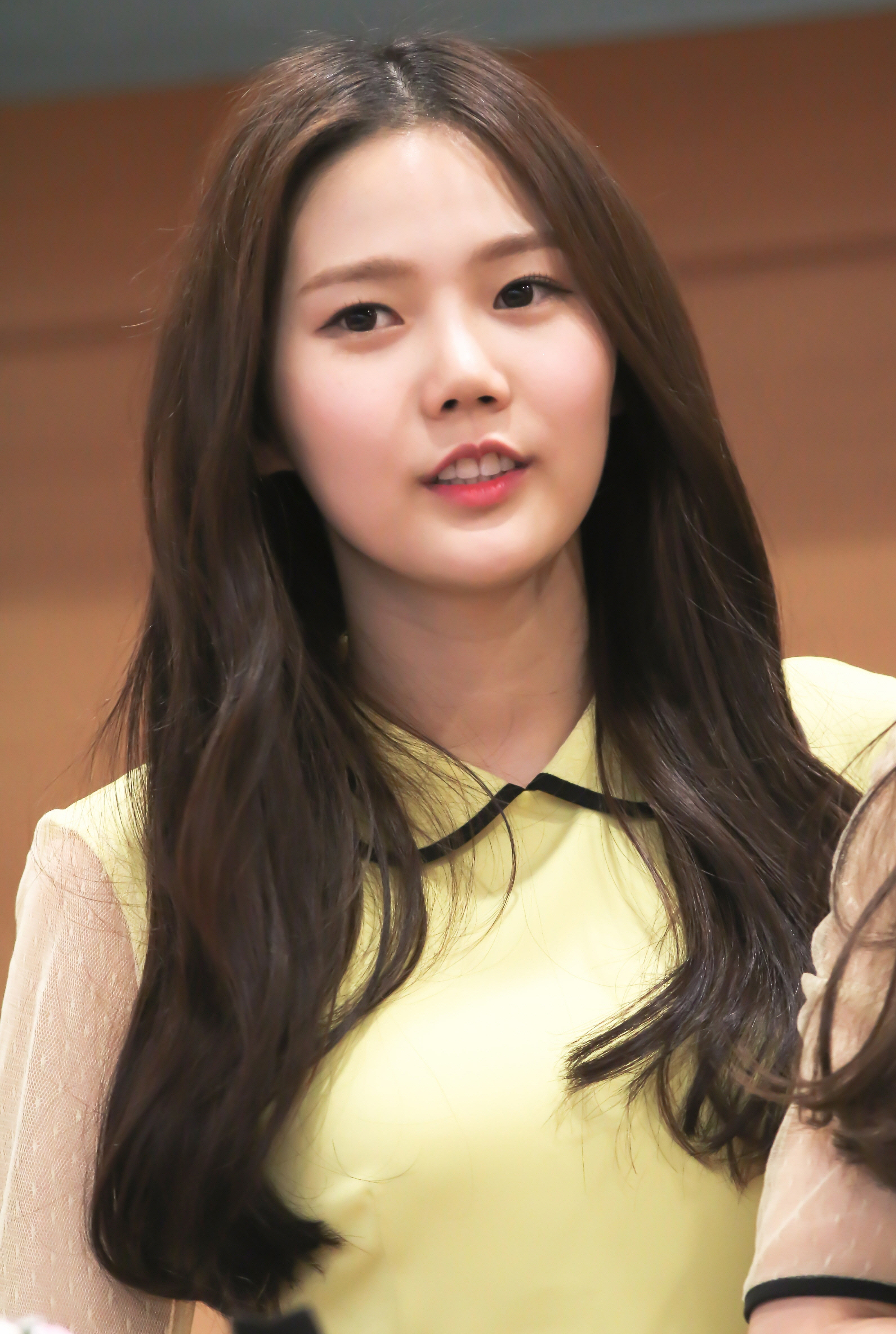
Hyojung im November 2015

### Karriere als Sängerin
Hyojung debütierte am 20. April 2015 als Mitglied von Oh My Girl.
Am 24. September 2016 wurde der Song When Autumn Comes (OST zu JTBCs K-Drama Fantastic) auf verschiedenen Streaming-Plattformen veröffentlicht. Dies ist Hyojungs erstes Duett. Duettpartner ist der südkoreanische Rapper Crucial Star.
Als Abschlussprojekt für das Dong-ah Institute of Media and Arts führte Hyojung 2018 ihren Song SKY auf. Hyojung hat den Titel selbst komponiert und getextet. Hyojung veröffentlichte am 1. März 2018 das Musikvideo SARR (OST zum Mystery-Drama Queen of Mystery 2 von KBS2). Am 2. April 2018 debütierte Hyojung mit der Untergruppe von Oh My Girl, Oh My Girl Banhana.
Am 21. April 2019 wurde über den YouTube-Kanal von Oh My Girl das Musikvideo SKY veröffentlicht. Das Musikvideo im Vlog-Stil hat Hyojung selbst gefilmt und geschnitten. Den Rap-Part des Titels singt Mimi. Am 28. Mai 2019 lud Hyojung ihren neuen Song Morning Sunlight auf YouTube hoch.
Am 21. Februar 2021 wurde veröffentlicht, dass Hyojung den Schlusssong zum Disney-Animationsfilm Raya und der letzte Drache singen wird. Sie singt die koreanische Version von Lead the Way. Das zugehörige Musikvideo wurde am 5. März 2021 auf YouTube veröffentlicht. Am 29. Juni 2021 wurde der Song I Love You Teacher (OST zur Netflix-Serie Racket Boys) veröffentlicht. Dieser Titel wird gemeinsam von Hyojung, Mimi und Yubin gesungen.
Am 1. Dezember 2023 wurde auf YouTube das Musikvideo A Cup of Latte veröffentlicht. Dieses Musikvideo ist ein Song mit Hyujong und Yubin von Oh My Girl sowie Lee Jun-hyuk von Mirae.
Aus der HELLO! WM-Reihe veröffentlichte WM Entertainment am 29. Februar 2024 die digitale Single 366 Days auf Musikplattformen und als Musikvideo auf YouTube. Bei diesem Titel handelt es sich um einen gemeinschaftlichen Song der Teamleiter Hyojung, Sandeul (B1A4) und Hyojin (ONF).
Am 20. Juni 2024 veröffentlichte Hyojung ihr Musikvideo mit der Coverversion Mars (von Kyungsoo) auf YouTube. Zu ihrem 30. Geburtstag veröffentlichte Hyojung am 28. Juli 2024 auf YouTube ihr Cover-Musikvideo Doll's Dream (von Loveholic).
WM Entertainment teilte am 10. Dezember 2024 durch ein Titelplakat mit, dass Hyojung eine Sondersingle veröffentlichen würde. Die Single wurde mit Konzeptfotos und dem Teaser Christmas Night Train beworben. Am 18. Dezember 2024 erschien die digitale Weihnachts-Single Hot December auf verschiedenen Musikkanälen sowie das zugehörige Musikvideo Christmas Night Train auf YouTube. Hyojung ist Co-Komponist des Songs.
Am 26. Juni 2025 erschien der Song Eve (OST zum K-Drama Where’s My Hero). Am 28. Juli 2025 wurde von Hyojung das Cover-Musikvideo Square’s dream (von IU) auf YouTube veröffentlicht.

### Karriere als Singer-Songwriter
Hyojung spielt Gitarre und Klavier. Neben ihrem Song für ihr Abschlussprojekt hat Hyojung mehrere Titel geschrieben. Drei Songs sind Aegyo- (koreanisch 애교) Songs. Aegyo bedeutet „niedlich“. Diese Titel werden meist von K-Pop Künstlern in Varieté-Shows verwendet. Hyojung komponierte 2018 den Naekkohae (Be Mine) Song, 2020 den Ottoke (Oh My) Song, und 2021 den Yam Yam Song. Hyojung schrieb 2019 den Titelsong Starry Night für die gleichnamige SBS-Radiosendung. Für alle Titel besitzt Hyojung die Urheberrechte.

### Karriere als Entertainerin
Im Juni 2016 wurde Hyojung für die Varieté-Show Idol Intern King der SK Telecom gecastet. Die Sendung wurde über die mobile Videoplattform „Oksusu“ ausgestrahlt.
In der Varieté-Show „Master Key“ von SBS am 2. Dezember 2017 gehörte Hyojung zur Besetzung.
In der Sendung „M Countdown“ auf Mnet am 11. März 2021 hatte Hyojung gemeinsam mit Hyojin von ONF einen Auftritt. Auf der Studio M-Bühne sangen sie die Coverversion Not Spring, Love, or Cherry Blossoms. Im August 2021 nahm Hyojung gemeinsam mit Yubin an der TV-Show „Wheeling Camp Season 2“ von tvN teil.
Am 18. Januar 2024 wurde Hyojung als Teilnehmerin der Unterhaltungssendung „The Great Guide“ von MBC EVERY1 bestätigt. WM Entertainment veröffentlichte am 23. Februar 2024 die Mitteilung, dass Hyojung ab diesem Datum zum festen Moderatorenteam der wöchentlichen KBS2-Show „Pyeon Restaurant“ gehört.
Am 19. März 2024 gab WM Entertainment bekannt, dass Hyojung im Mai als Darstellerin in einem Musical der Seoul Performing Arts Company auftreten wird. Die Uraufführung des Musicals A Thousand Blues erfolgte am 12. Mai 2024. Hyojung spielte die Hauptrolle Yeon-jae. Das Musical wurde bis zum 26. Mai 2024 im CJ Towol Theater des Seoul Arts Center in Seoul aufgeführt.
Am 27. Mai 2024 wurde veröffentlicht, dass Hyojung an der Unterhaltungssendung „Secretaries Who Reduce“ von Channel A teilnehmen würde. Die Sendung wurde vom 25. Juni wöchentlich am Dienstag bis zum 30. Juli ausgestrahlt.
Am 5. Juli 2024 erfolgte die Mitteilung, dass Hyojung in der Entertainment-Show „Emoji – Tante Hyojeong wird dich beschützen“ auftreten würde. Zu diesem Zweck wurde der separate YouTube-Kanal „Emoji_Hyojung“ geschaffen.  Die erste Folge dieser sechsteiligen Show wurde am 11. Juli, die letzte Folge am 22. August 2024 veröffentlicht.
Am 20. Februar 2025 wurde bestätigt, dass eine zweite Staffel des Musicals A Thousand Blues vorgestellt würde. Hyojung übernahm erneut die Hauptrolle der Yeon-jae. Die Premiere erfolgte am 22. Februar im Haeo-reum Theater des Nationaltheaters in Seoul. Das Musical soll bis zum 7. März 2025 aufgeführt werden.

### Karriere als Model
Hyojung wurde als Model für Fotoserien in folgenden Magazinen gebucht:
- Pilates S (deutsche Frauenzeitschrift), Ausgabe Mai/Juni 2020[61]
- @STAR1 (südkoreanisches Star-Magazin), Ausgabe Juni 2020[62][63]
- BEAUTY+ (südkoreanisches Lifestyle-Magazin), Ausgabe Juni 2021[64]
- allure (südkoreanisches Modemagazin), Ausgabe Oktober 2021[65]
- Singles (südkoreanisches Lifestyle-Magazin), Ausgabe April 2025 (mit Interview, mit Oh My Girl)[66]

### Karriere als Moderatorin
Am 26. April 2017 übernahm Hyojung gemeinsam mit Jiho die Moderation der Sendung „M Countdown“ von Mnet.
Am 13. Januar 2020 übernahm Hyojung die Moderation der Sendung „Avenger Girls“ auf der mobilen Plattform Naver Now. Am 25. Oktober 2020 war Hyojung gemeinsam mit Sunmi Moderator der Beauty-Show Get It Beauty des Fernsehsenders OnStyle.
WM Entertainment bestätigte am 13. November 2024, dass Hyojung als neuer DJ für die Sendung „Turn Up the Volume“ von KBS Radio Cool FM ausgewählt wurde.

### Karriere als Werbemodel
Im November 2019 warb Hyojung für die Kosmetikserie Holiday Limited Edition der New Yorker Kosmetik-Firma Kiehl’s in Seoul.
Für die südkoreanische vegane Kosmetikmarke Réduire präsentierte Hyojung ein Produkt im Zusammenhang mit der Juni-Ausgabe 2020 des @star1-Magazins sowie auf YouTube.
Im Juni 2022 wurde sie ausgewählt, an Pepsis Werbesingle Blue & Black mitzuwirken, einem Gemeinschaftssong zwischen Hyojung und Arin von Oh My Girl, Wonyoung und Leeseo von Ive sowie Serim und Jungmo von Cravity. Im August 2022 wurde Hyojung gemeinsam mit Seunghee ausgewählt, an Samsungs Werbesingle Flip It Up für das Galaxy Z Fold4 und Flip4 mitzuwirken. Am 26. August 2022 wurde die digitale Werbesingle veröffentlicht. Am 7. September 2022 wurde der zugehörige Werbespot auf YouTube hochgeladen.

### Karriere als YouTuberin
Seit dem 15. März 2019 hat Hyojung ihren eigenen YouTube-Kanal 쩡이언니 (deutsch: Schwester Jeonggi). Dort teilt Hyojung Haushalttips, tägliche Vlogs und mehr.

## Diskografie
- 2022: Blue & Black, digitale Pepsi-Werbesingle; Flip It Up, digitale Samsung-Werbesingle

### Musikvideos
- 2016: When Autumn Comes[9]
- 2018: SARR[14]
- 2019: SKY[17]
- 2019: Morning Sunlight[20]
- 2021: Lead the Way[22]
- 2021: I Love You Teacher[24]
- 2023: A Cup of Latte[25]
- 2024: 366 Days[28]
- 2024: Mars[30]
- 2024: Doll's Dream[31]
- 2024: Christmas Night Train[37]
- 2025: Square’s dream[40]

## Auszeichnungen
- 2019: I’m Celeb Award – Achievement Award[78]